# Posvetovanje (sura)
Posvetovanje (arabsko Ash-Shura) je 42. sura (poglavje) v Koranu, ki jo sestavlja 53 ajatov (verzov). Je meška sura.
Med opravljanjem molitve (salata oz. namaza) pri tej suri verniki opravijo 5 ruku'jev (priklonov).